# Dekanat V – św. Antoniego z Padwy w Dąbrowie Górniczej
Dekanat św. Antoniego z Padwy w Dąbrowie Górniczej – dekanat diecezji sosnowieckiej.
W skład dekanatu wchodzą: 
| Parafia                                                                | Adres                                       | Zdjęcie |
| Parafia Najświętszej Maryi Panny Królowej Polski w Dąbrowie Górniczej  | ul. Morcinka 9 41-303 Dąbrowa Górnicza      |         |
| Parafia Najświętszej Maryi Panny Matki Kościoła w Dąbrowie Górniczej   | ul. Kryniczna 2d 42-520 Dąbrowa Górnicza    |         |
| Parafia Najświętszej Maryi Panny Zwycięskiej w Dąbrowie Górniczej      | ul. Łęknice 9a 41-303 Dąbrowa Górnicza      |         |
| Parafia św. Antoniego z Padwy w Dąbrowie Górniczej – kościół dekanalny | ul. Kościelna 20 41-306 Dąbrowa Górnicza    |         |
| Parafia św. Jadwigi Królowej w Dąbrowie Górniczej                      | ul. 11 Listopada 19 41-303 Dąbrowa Górnicza |         |
| Parafia św. Rafała Kalinowskiego w Dąbrowie Górniczej                  | ul. Kosmonautów 9 41-303 Dąbrowa Górnicza   |         |